# For Cash
For Cash er en amerikansk stumfilm fra 1915 af Lon Chaney.

## Medvirkende
- J. Warren Kerrigan som Arthen Owen.
- Vera Sisson som Vera Ronceval.
- J. Edwin Brown som Amos Ronceval.
- William Quinn som Lee Varick.
- Walter Bytell.